# Pristina
Pristina (en albanais : Prishtinë, Prishtina ; en serbe cyrillique : Приштина ; en serbe latin : Priština) est la capitale et la plus grande ville du Kosovo, territoire au statut contesté. Selon le recensement kosovar de 2011, la ville intra muros compte 145 149 habitants et sa zone métropolitaine en compte 505 857.

## Géographie
La ville de Pristina est située près des monts Goljak et à quelques kilomètres au nord des monts Šar et du lac de Badovac. Elle se trouve à proximité de deux villes, Obiliq et Fushë Kosovë. En raison de l'urbanisation, elle s'étend désormais jusqu'à cette dernière.
Les deux affluents de l'Ibar qui traversaient la ville, la Vellucha, qui descend des collines de Germia à l'Est et la Pristina, qui coule à l'ouest de la vieille ville, ont été recouverts respectivement dans les années 1950 et à la fin des années 1970, ce qui les a rattachés au réseau d'égouts de la ville. Pristina est donc une ville sans cours d'eau. Elle est alimentée en eau potable grâce au réservoir de Gračanka.

## Histoire

### De l'Antiquité à 1878
Durant l'Antiquité romaine, prospérait Ulpiana, à l'emplacement de Lipljan, à 15 km au sud de la ville actuelle. Elle fut par la suite détruite puis reconstruite par l'empereur Justinien Ier.
Après la chute de l'Empire romain, Ulpiana fut délaissée pour le site actuel, plus proche des grands axes commerciaux. Pristina se développa rapidement et devint un grand carrefour des Balkans.
Le choix de Pristina comme capitale par le roi de Serbie Milutin (1282-1321) et par ses successeurs des dynasties Nemanjić et Branković renforça l'importance de la ville mais cet apogée fut de courte durée, la ville étant occupée brièvement par les Ottomans en 1389 après la bataille de Kosovo Polje puis définitivement conquise en 1454.
La longue période ottomane transforma largement la ville par les influences architecturales et sociales turques : afin de marquer son autorité, le sultan Mehmed II ordonna la construction de la mosquée impériale. Ainsi, la plupart des habitants se convertirent à l'islam.
Pristina vit paraître en 1685 le premier ouvrage en albanais, le Cuneus Profetarum (le « Groupe des Prophètes »), de Pjetër Bogdani.

### De 1878 à 1989
Avant 1939, la ville était composée d'une population variée et peuplée majoritairement d'Albanais et de Serbes. Mais la politique de nettoyage ethnique mise en place par la Yougoslavie força les Albanais à s'installer en Turquie, remplaçant là-bas des communautés grecques ou arméniennes. Ainsi, la population albanaise déclinait fortement[réf. nécessaire].
La Seconde Guerre mondiale vit la tendance s'inverser. Alors que les Serbes quittaient la ville, des Albanais arrivaient en masse des campagnes environnantes.
Après avoir fait partie, durant la guerre, de l'Albanie italienne, Pristina devint en 1974 la capitale de la Région socialiste autonome du Kosovo.
La population de la ville augmenta sans discontinuer pendant la seconde moitié du XXe siècle. Alors qu'en 1953, la ville comptait 24 000 habitants, elle en compte aujourd'hui 206 000. La population albanaise représente aujourd'hui plus de 70 % de la population totale.
Malgré la croissance démographique, Pristina connut un fort déclin durant cette période, et cela jusqu'à nos jours. La crise économique puis politique accentua le mécontentement de la population et le nationalisme.
Une sortie de crise s'esquissa vaguement lorsque le Gouvernement de Tito autorisa la création d'une université indépendante de celle de Belgrade et permit l'utilisation du drapeau albanais.
En mars 1981, les mécontentements se firent à nouveau sentir et des protestations étudiantes eurent des répercussions dans tout le Kosovo. Le pouvoir yougoslave répliqua par la mise en place d'un état d'urgence et d'une police spéciale.

### Après 1989
À la suite du fort durcissement de la politique anti-albanaise de Slobodan Milošević dès 1990, les ouvriers et les bureaucrates kosovars furent largement licenciés et 22 500 étudiants sur les 23 000 que comptait l'université de Pristina furent renvoyés.[réf. nécessaire]
En réponse, des militants albanais fondèrent avec l'écrivain Ibrahim Rugova la Ligue démocratique du Kosovo, qui créa un gouvernement kosovar parallèle avec ses propres instances, ses donateurs et ses actions (éducation des enfants albanais, notamment).
En 1996, alors que la guerre entre l'Armée de libération du Kosovo et les forces yougoslaves est déclarée, la ville est bombardée à plusieurs reprises et des quartiers entiers sont détruits. Une partie de la population albanaise est contrainte par l'armée de s'exiler à la frontière macédonienne, de nombreuses autres personnes sont contraintes à l'exil, fuyant par tous les moyens. La guerre connaît son sommet de violence en 1999, alors qu'elle est placée en état d'urgence depuis trois ans.

## Localités

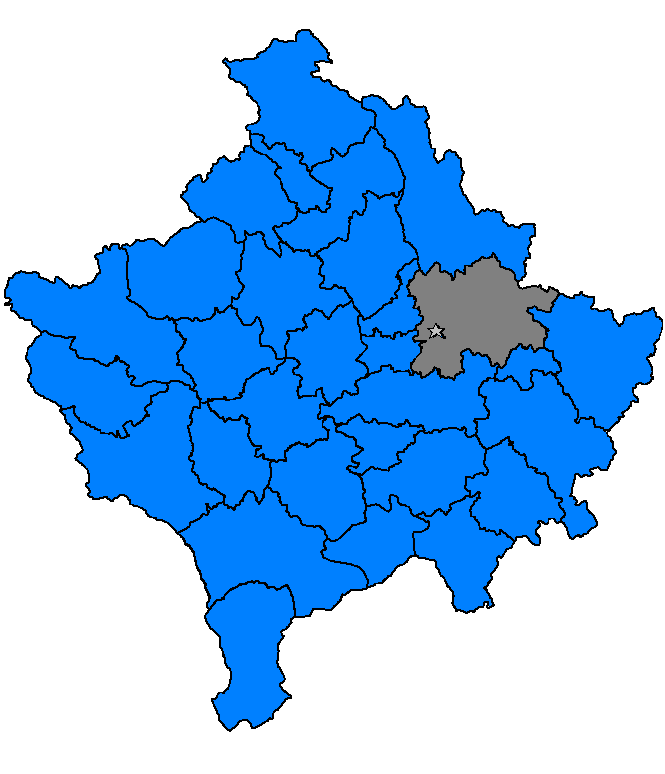
Localisation de la commune/ville de Pristina au Kosovo.

Le territoire de la commune/ville de Prishtinë/Priština compte 41 localités ; selon la pratique de l'OSCE, le nom de la nationalité majoritaire est indiqué en premier :
| - Badoc/Badovac - Ballaban/Balaban - Barilevë/Bariljevo - Bërnicë e Epërme/Gornja Brnjica - Bërnicë e Poshtme/Donja Brnjica - Besi/Besinje - Busi/Businje - Çagllavicë/Čaglavica - Dabishec/Dabiševac - Dragoc/Dragovac - Drenoc/Drenovac - Gllogovicë/Glogivica - Gračanica/Graçanicë - Grashticë/Graštica - Hajkobillë/Ajkobila - Hajvali/Ajvalija | - Keçekollë/Kačikol - Koliq/Kolić - Kolovicë/Kojlovica - Kukavicë/Kukavica - Laplje Selo/Llapllasellë - Lebanë/Lebane - Llukar/Lukare - Makoc/Makovac - Marec/Marevce - Matiçan/Matičane - Mramor - Nëntë Jugoviq/Devet Jugovića - Nishec/Niševce - Orlloviq/Orlović - Prapashticë/Propaštica - Preoce/Preoc | - Prishtinë/Priština (Pristina) - Prugoc/Prugovac - Radashec/Radoševac - Rimanishtë/Rimanište - Sharban/Šarban - Shashkoc/Šaškovac - Shushicë/Sušica - Sinidol/(Gornja Brnjica) - Siqevë/Sićevo - Slivovë/Slivovo - Sofali/Sofalija - Teneshdoll/Teneš Do - Trudë/Trudna - Vranidoll/Vrani Do - Zllash/(Mramor) - Zllatar/Zlatare |

Par rapport à la liste, en 2009, après un redécoupage administratif kosovar, plusieurs localités ont été rattachées à la commune/municipalité de Gračanica/Graçanicë nouvellement créée.

## Démographie

### Population dans la villeintra muros

#### Évolution historique de la population dans la ville
| 1948   | 1953   | 1961   | 1971   | 1981    | 1991    | 2011    |
| ------ | ------ | ------ | ------ | ------- | ------- | ------- |
| 19 631 | 24 081 | 38 593 | 69 514 | 108 083 | 155 499 | 145 149 |

|  |

#### Répartition de la population par nationalités dans la ville (2011)
En 2011, les Albanais représentaient 97,35 % de la population.

### Commune/Municipalité

#### Évolution historique de la population
| 1948   | 1953   | 1961   | 1971   | 1981    | 1991    | 2011    |
| ------ | ------ | ------ | ------ | ------- | ------- | ------- |
| 40 361 | 47 244 | 64 139 | 98 274 | 140 097 | 190 296 | 198 897 |

|  |

#### Répartition de la population par nationalités (2011)
En 2011, les Albanais représentaient 97,77 % de la population et les Turcs 1,08 %.

## Religions
88 % de la population de Pristina est musulmane (sunnites, dont chafeïtes et soufis, minorité chiites, dont alévis), 9 % de la population est chrétienne (chrétiens orthodoxes et catholiques, Mère Teresa est originaire du Kosovo), 3 % est autres (dont athées, agnostiques).[réf. nécessaire]

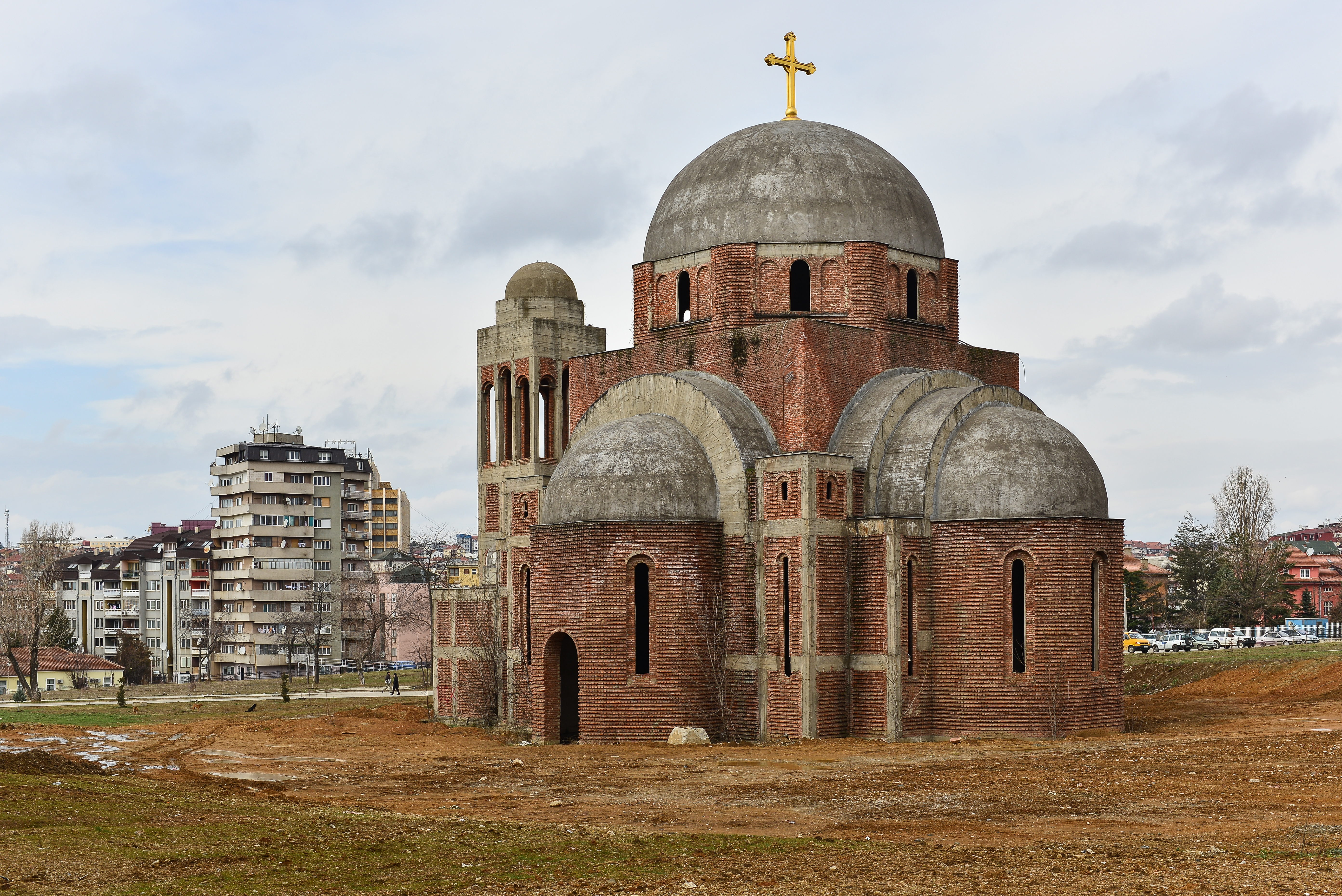
La cathédrale du Christ-Sauveur

La cathédrale Sainte-Mère-Teresa est consacrée en 2017.

## Politique

### Administration municipale

#### Le maire
Le maire de Pristina est élu au suffrage universel direct pour une période de 4 ans. Son élection est différente de celle de l'Assemblée municipale.
| Nom                | Dates            | Dates            | Parti            | Parti          |
| ------------------ | ---------------- | ---------------- | ---------------- | -------------- |
| Salih Gashi        | 28 octobre 2000  | 26 octobre 2002  |                  | LDK            |
| Ismet Beqiri       | 26 octobre 2002  | 14 décembre 2007 |                  | LDK            |
| Isa Mustafa        | 14 décembre 2007 | 26 décembre 2013 |                  | LDK            |
| Shpend Ahmeti      | 26 décembre 2013 | 2021             |                  | VV (2013-2018) |
| Shpend Ahmeti      | 26 décembre 2013 | 2021             | PSD (2018-2019)  |                |
| Shpend Ahmeti      | 26 décembre 2013 | 2021             | SE (depuis 2019) |                |
| Përparim Rama (en) | 2021             | en cours         |                  | LDK            |

#### L'Assemblée municipale
L'assemblée municipale de Pristina est composée de 51 membres. Elle est élue au suffrage universel et élit un président qui est chargée de gérer l'assemblée. Son élection est différente de celle du maire.

### Capitale du Kosovo
En tant que capitale du Kosovo, elle influence les aspects politiques, culturels et économiques du pays. Pristina est le siège des institutions gouvernementales du Kosovo (Gouvernement du Kosovo et Assemblée du Kosovo).

## Culture

### Sites et monuments

#### à Pristina
- le monument Newborn

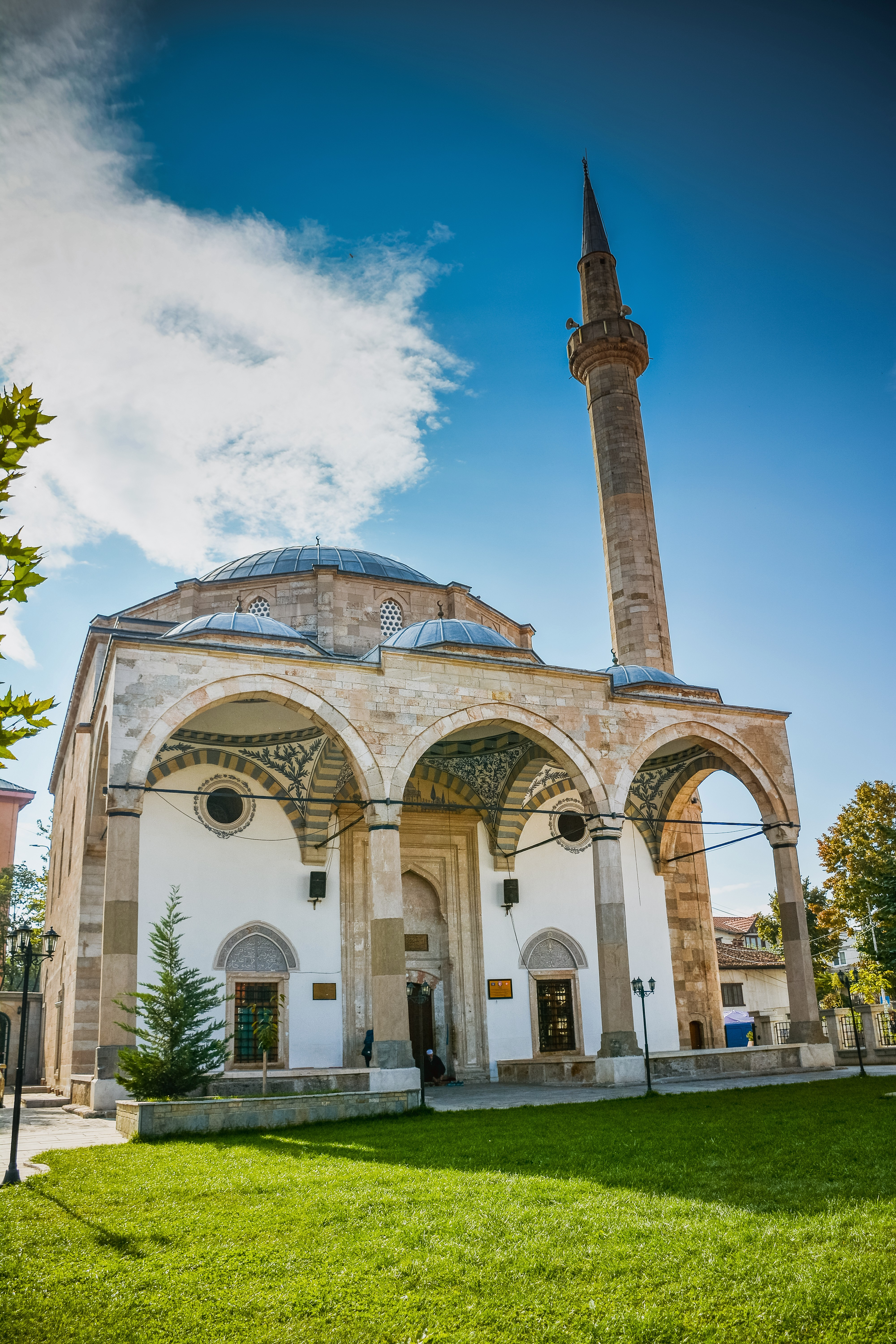
La mosquée impériale

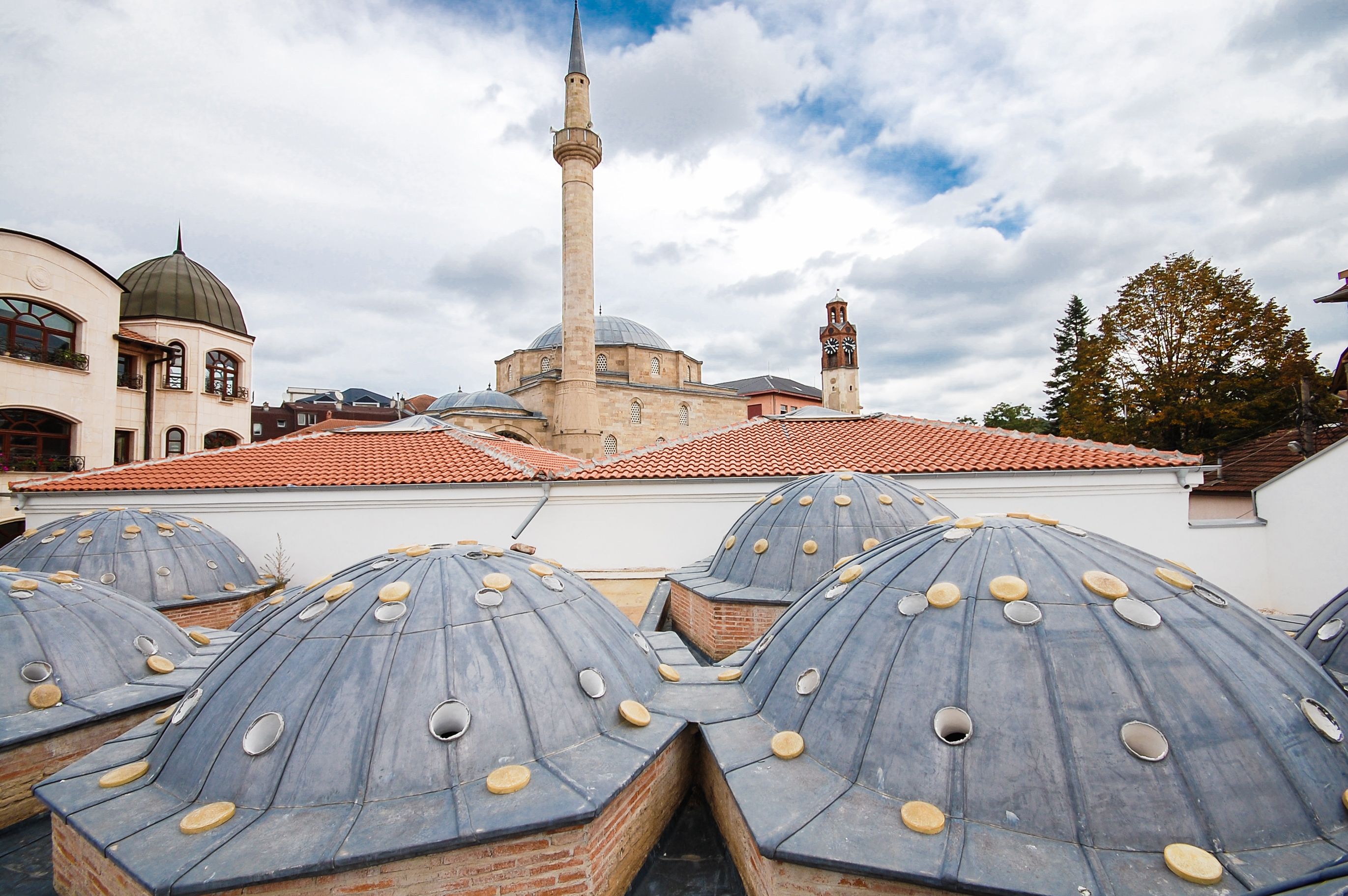
Le grand hammam

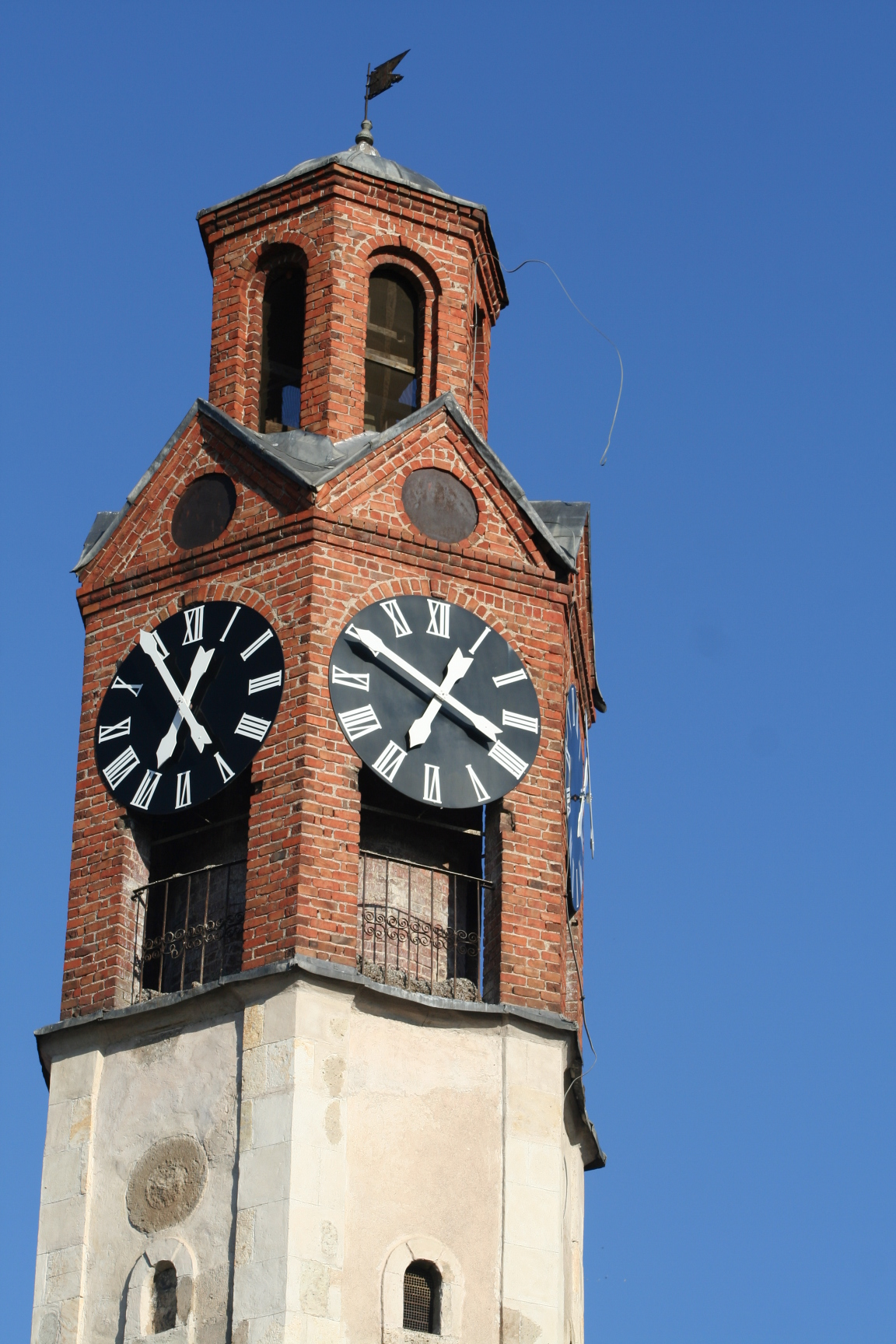
La tour de l'horloge

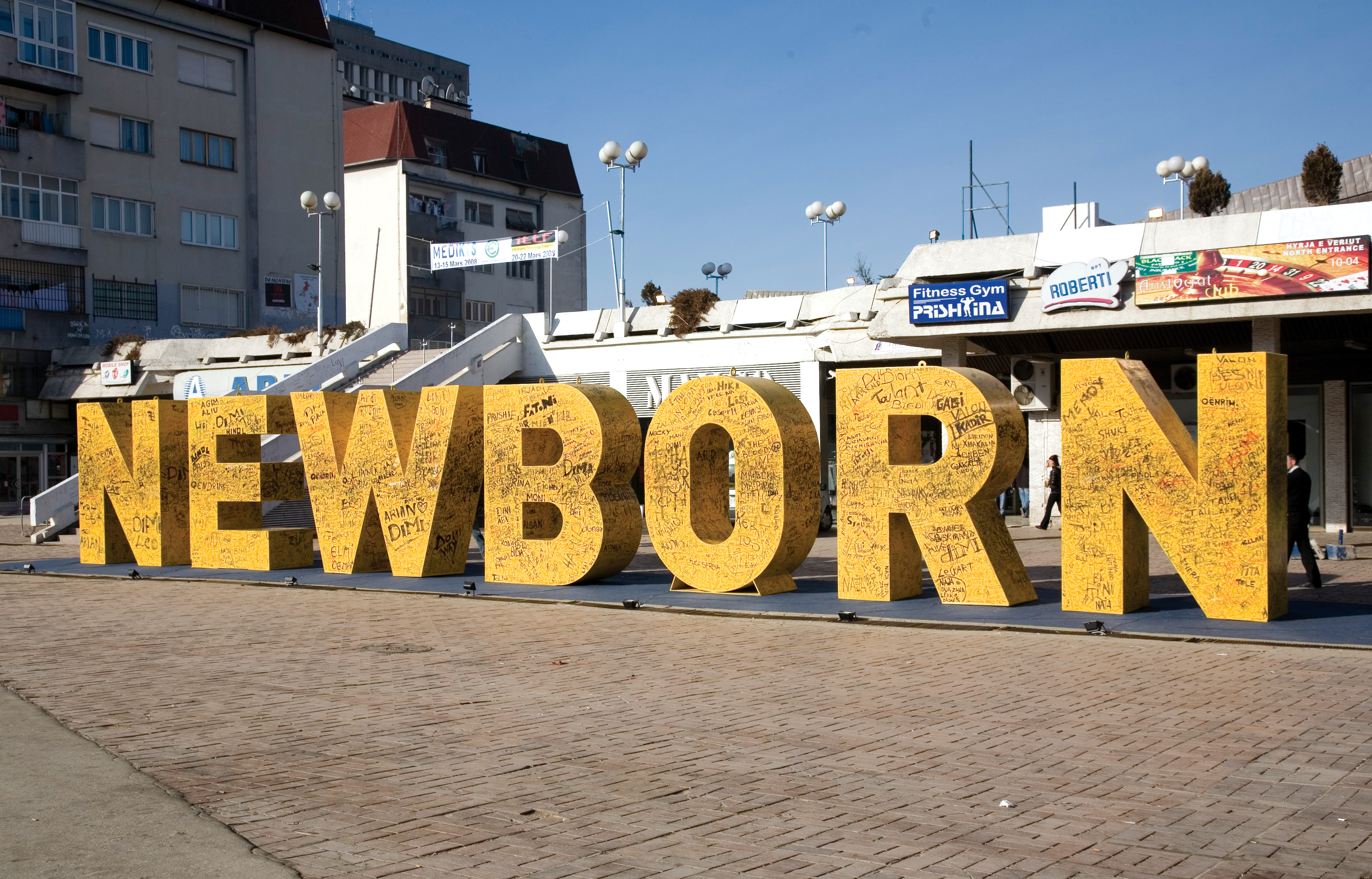
Le monument Newborn, dévoilé au jour de la déclaration d'indépendance

- le Palais de la jeunesse, de la culture et des sports
- le site archéologique de Predionica (Néolithique)[7]
- le quartier ancien (XIVe-XIXe siècles)[8]
- La mosquée impériale, également connue sous les noms de « mosquée Mbredit » ou « mosquée de Mehmed Fatih », a été construite par le sultan Mehmet II en 1460 et 1461, durant la période où les architectes turcs découvraient l'art byzantin de Constantinople. La coupole fait 13,5 m de diamètre[9].
- le vieux hammam turc et ses fondations (XVe siècle)[10],[11]
- la mosquée Pirinaz (XVIe siècle)[12]
- Le grand hammam (Hamami i Madh), construit en 1470, forme sous ses 15 dômes deux parties symétriques, une pour les hommes l'autre pour les femmes[13].
- le bâtiment du musée ethnologique (XVIIIe-XIXe siècle)[13]
- une maison située 28 rue Riječkoj (XVIIIe-XIXe siècle)[14]
- l'église orthodoxe Saint-Nicolas (1830)[15]
- la mosquée de Jashar Pacha (1834)[13]
- le turbe de Mourad Ier (1850)[13]
- La tour de l'horloge (Kulla e Sahatit), haute de 26 m, date du XIXe siècle[13].
- le vieux cimetière juif (XIXe siècle)[16]
- l'ancien bâtiment de l'Académie des sciences et des arts (XIXe siècle)[13]
- deux bâtiments du Musée régional (XIXe siècle)[17]
- une maison située 6 rue Narednika Vujića (XIXe siècle)[18]
- un ensemble de bâtiments situés rue Narednika Vujića (XIXe siècle)[19]
- un bâtiment résidentiel situé 9 rue Zejnel Saliha (XIXe siècle)[20]
- la maison Četiri lule (XIXe siècle)[21]
- un bâtiment résidentiel situé 9 rue Devet Jugovića et 38 rue Vučitrnskoj (?)[22]
- un bâtiment situé 10 rue Miladini Popovića (?)[23]
- l'ossuaire commémoratif (1941-1944)[24]
- l'Hôtel Union (1927)[25]
- une maison située 66 rue de la JNA (1941-1943)[26]
- une maison située 7 rue Tanaska Rajića (1942)[27]
- une maison située 10 rue de la JNA (1944)[28]
- le bâtiment de Vetfarm (?)[29]
- le bâtiment de la bibliothèque Hivzi Sylejmani (XXe siècle)[13]

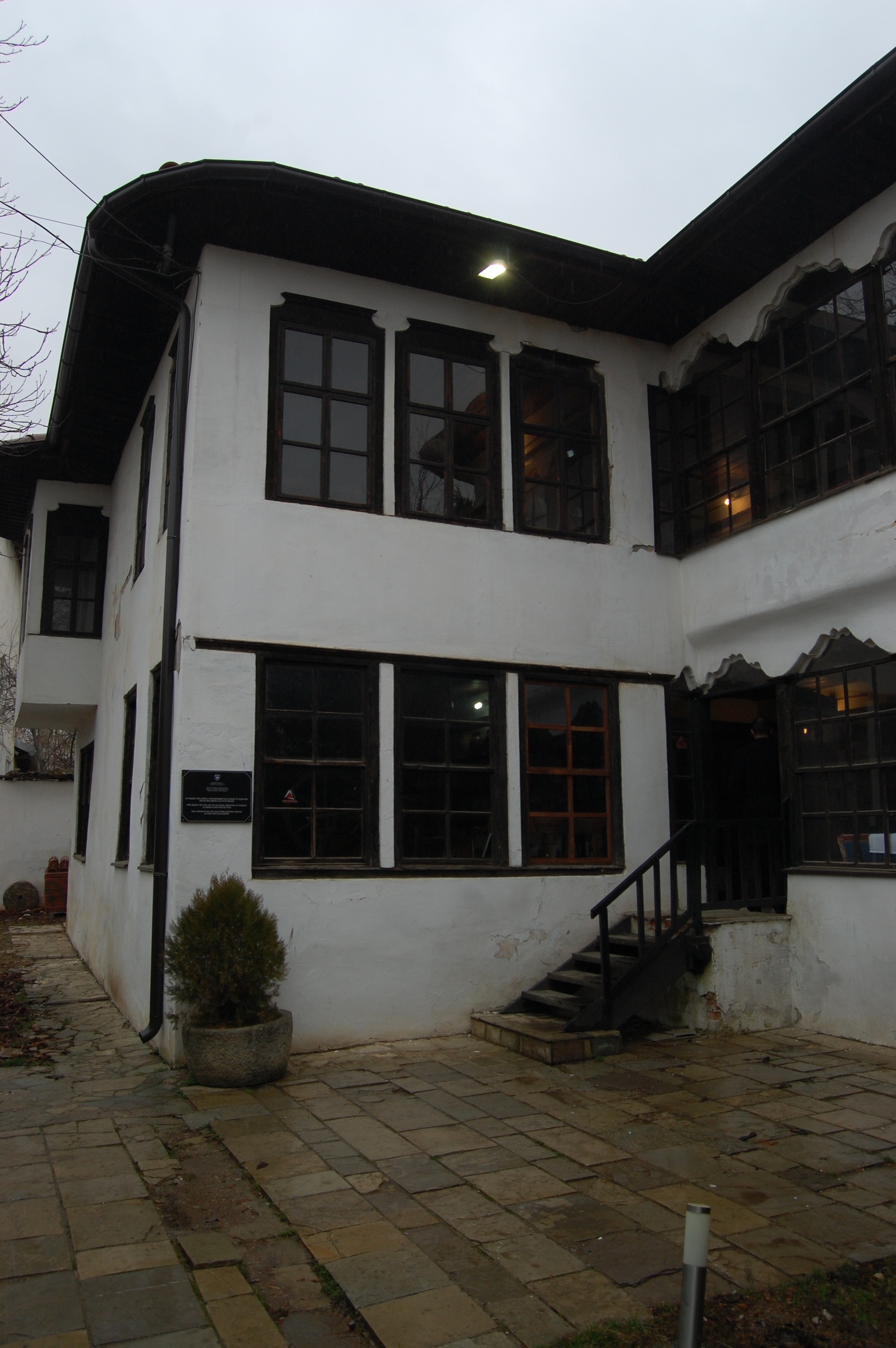
Le bâtiment du musée ethnologique
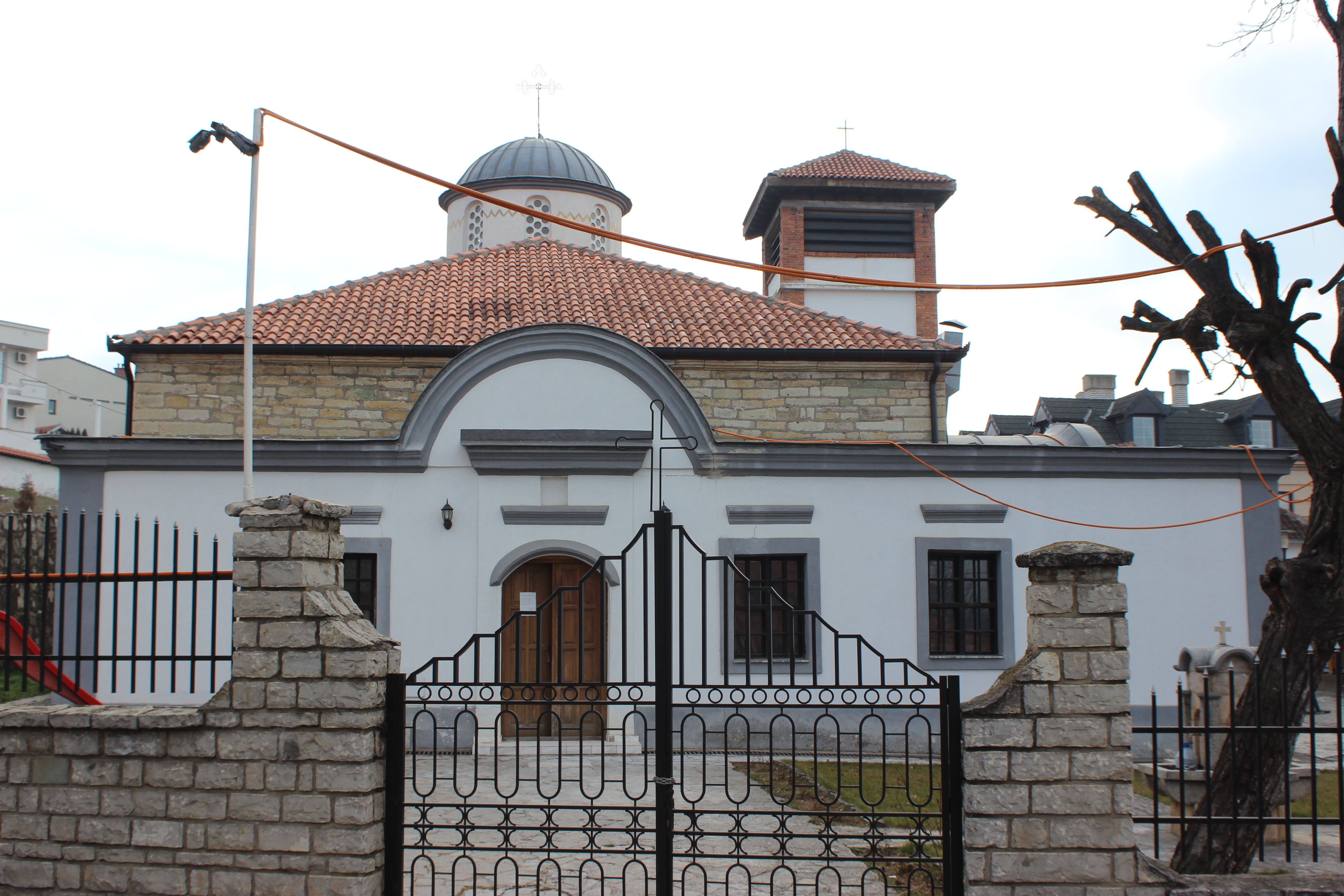
L'église orthodoxe Saint-Nicolas
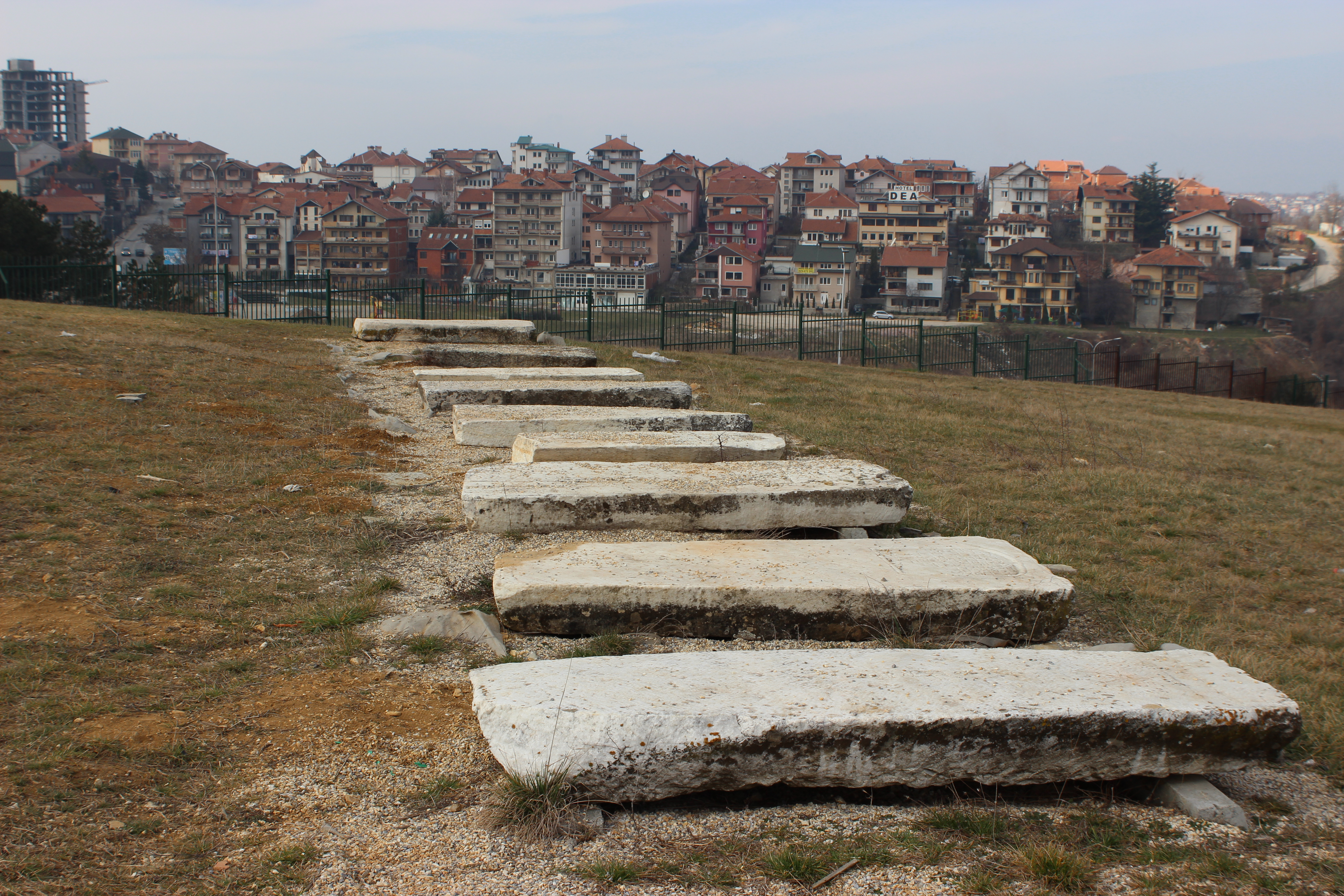
Le vieux cimetière juif de Pristina
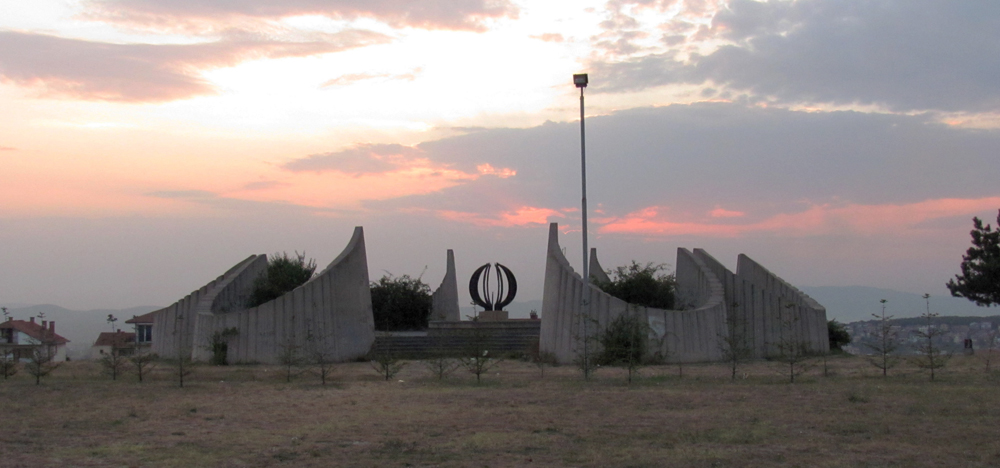
L'ossuaire commémoratif de Pristina

#### dans la commune/municipalité
- le site de Gladnice à Gračanica/Graçanicë (Néolithique)[30],[31]
- le site de Polje urni à Bërnicë e Poshtme/Donja Brnjica (XVe-XIe siècle av. J.-C.)[32]
- le site d'Arat à Grashticë/Graštica (Âge du bronze)[13]
- le site de Rrezja à Keçekollë/Kačikol (Âge du bronze)[13]
- le site de Gradina à Sofali/Sofalija (Préhistoire, Antiquité)[13]
- le site de Gladnice-Bapče à Gračanica/Graçanicë (Préhistoire, IIIe-IVe siècles, VIe-VIIIe siècles)[33],[31]
- le site d'Ulpiana à Gračanica/Graçanicë (98-118)[34],[31]
- le site archéologique de Kaljaja à Teneshdoll/Teneš Do (Période romaine)[35]
- les ruines de la forteresse de Veletin à Shashkoc/Šaškovac (Période romaine)[36]
- les ruines de la forteresse de Keçekollë/Kačikol (Antiquité tardive)[13]
- les ruines de la forteresse de Koliq/Kolić (Antiquité tardive)[13]
- les ruines de la forteresse de Kolovicë/Kojlovica (Antiquité tardive)[13]
- la nécropole slave de Matiçan/Matičane (Xe-XIe siècles)[37]
- les ruines de la forteresse de Sharban/Šarban (Moyen Âge)[13]
- le site de Kulina à Slivovë/Slivovo (Moyen Âge)[13]

- le monastère de Gračanica à Gračanica/Graçanicë (1310-1320)[38],[31]
- les ruines de l'église Ćelije de Shashkoc/Šaškovac (XIVe siècle)[39]
- l'église Saint-Dimitri de Shushicë/Sušica (XIVe siècle)[40],[31]
- les ruines du monastère de Vojsilovica à Badoc/Badovac (XIVe siècle)[41]
- les ruines de l'église de Ballaban/Balaban (XVIe siècle)[42]
- les ruines de l'église du cimetière de Badoc/Badovac (XVIe-XVIIIe siècles)[43]
- l'église Saint-Pierre-et-Saint-Paul de Bërnicë e Epërme/Gornja Brnjica (XVIIIe-XIXe siècles)[44]
- le moulin de Pašin à Barilevë/Bariljevo (?)[45]

### Musées
La ville compte un musée d'art contemporain, le Stacion - Qendra për Art Bashkëkohor Prishtinë.

### Bibliothèque nationale du Kosovo

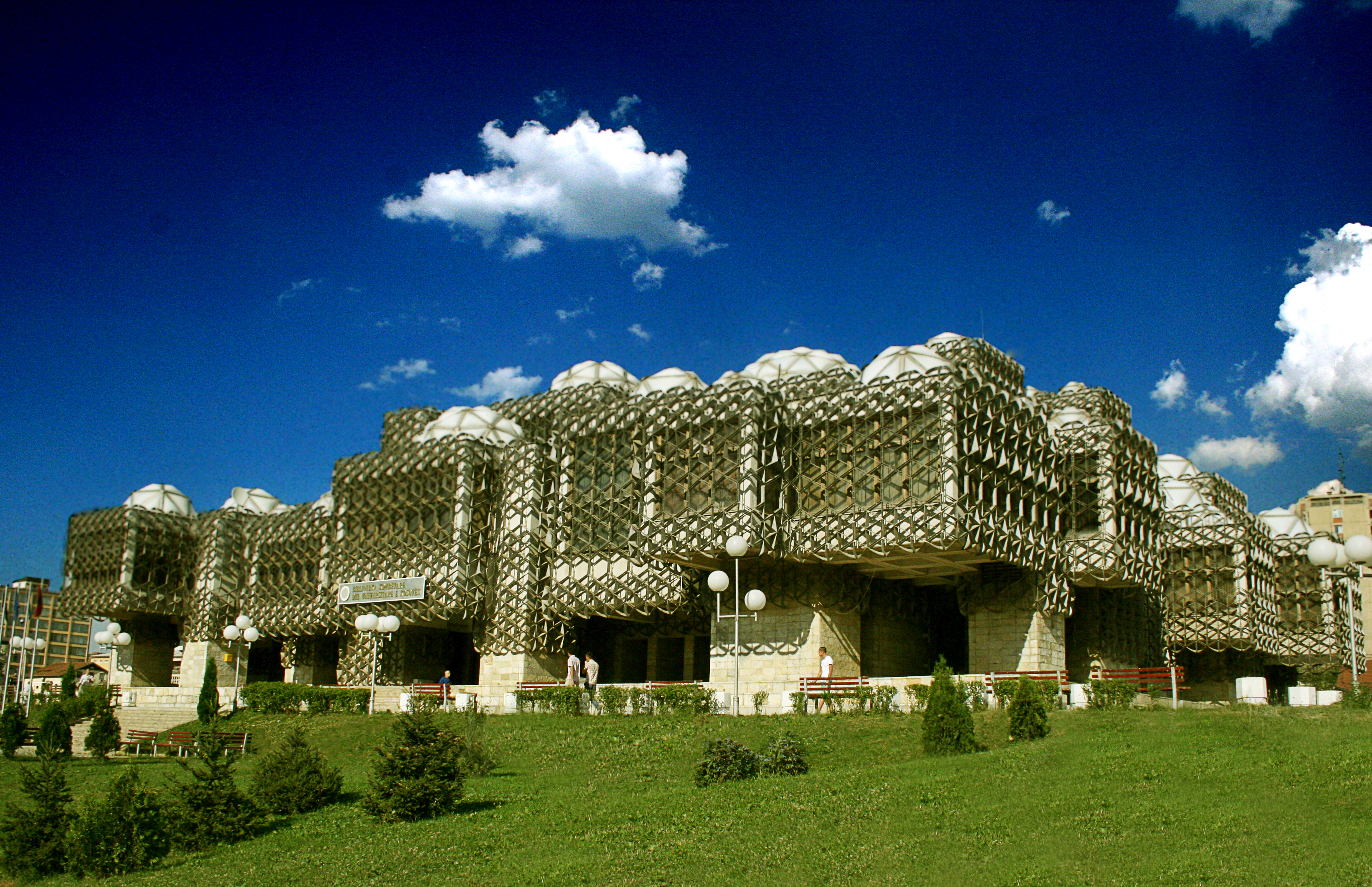
La bibliothèque nationale du Kosovo

## Éducation
Il y a 43 écoles primaires et secondaires de premier cycle avec 32 921 élèves et 2 067 employés, 14 écoles secondaires avec 10 361 étudiants et 779 employés.
La ville accueille également l’université publique Hasan Prishtina, la principale institution éducative avec 53 000 étudiants

## Économie
Fin 2011, le nombre d'entreprises immatriculées à Pristina est de 8 725, avec un total de 75 089 salariés. Le nombre exact d'entreprises est inconnu elles ne sont pas toutes inscrites au registre. L'indice de chômage est donc inexact.

### Projets
Pristina, depuis la déclaration de l'indépendance du Kosovo, voit de nouveaux projets tous les jours. Un millionnaire albanais avait pour projet en 2006 de construire le plus grand gratte-ciel des Balkans, l'ENK Complex (de) : 300 000 m2 et 165 mètres de hauteur. Le complexe est en construction depuis 2008. Le coût de construction est estimé à 400 millions d'euros. Le maire de Pristina, Isa Mustafa a construit beaucoup de nouvelles routes. En outre, il y a des projets pour construire une rocade autour de la ville. Le gouvernement national participe à la modernisation des routes et la construction d'autoroutes.[réf. nécessaire]

## Transports

### Aérien
Pristina dispose d'un aéroport international, l'aéroport Adem Jashari, situé à une quinzaine de kilomètres au sud-ouest de la ville.

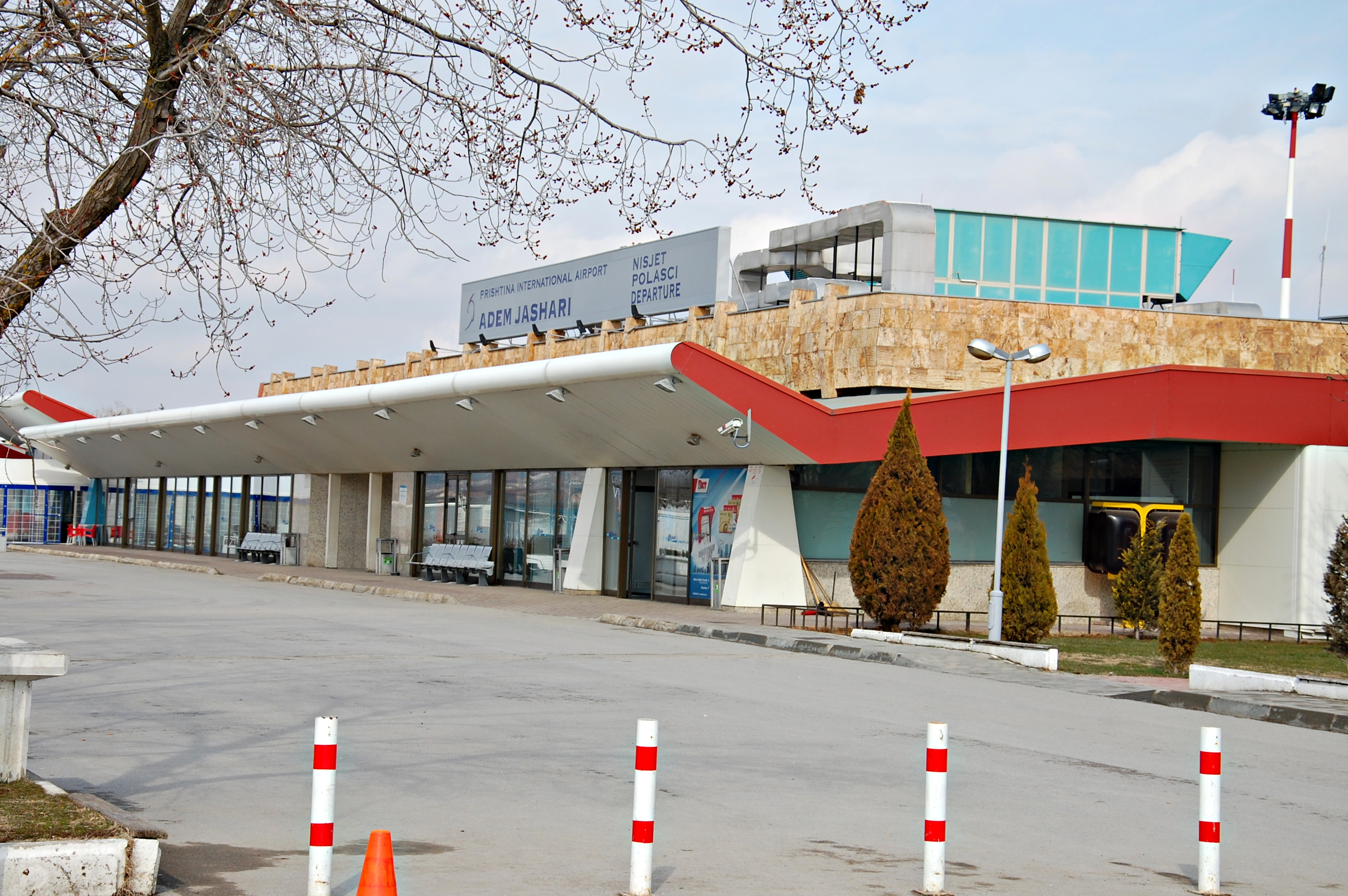
Le hall de départ de l'aéroport de Pristina

### Routier
Pristina est le plus grand carrefour routier et le plus fréquenté du Kosovo du fait que toutes les autoroutes et routes principales rejoignent la ville.

### Ferroviaire
Pristina est desservie par le réseau ferré du Kosovo (Trainkos sh.a).
- Gare de Pristina
- Gare de Kosovo Polje

## Photos

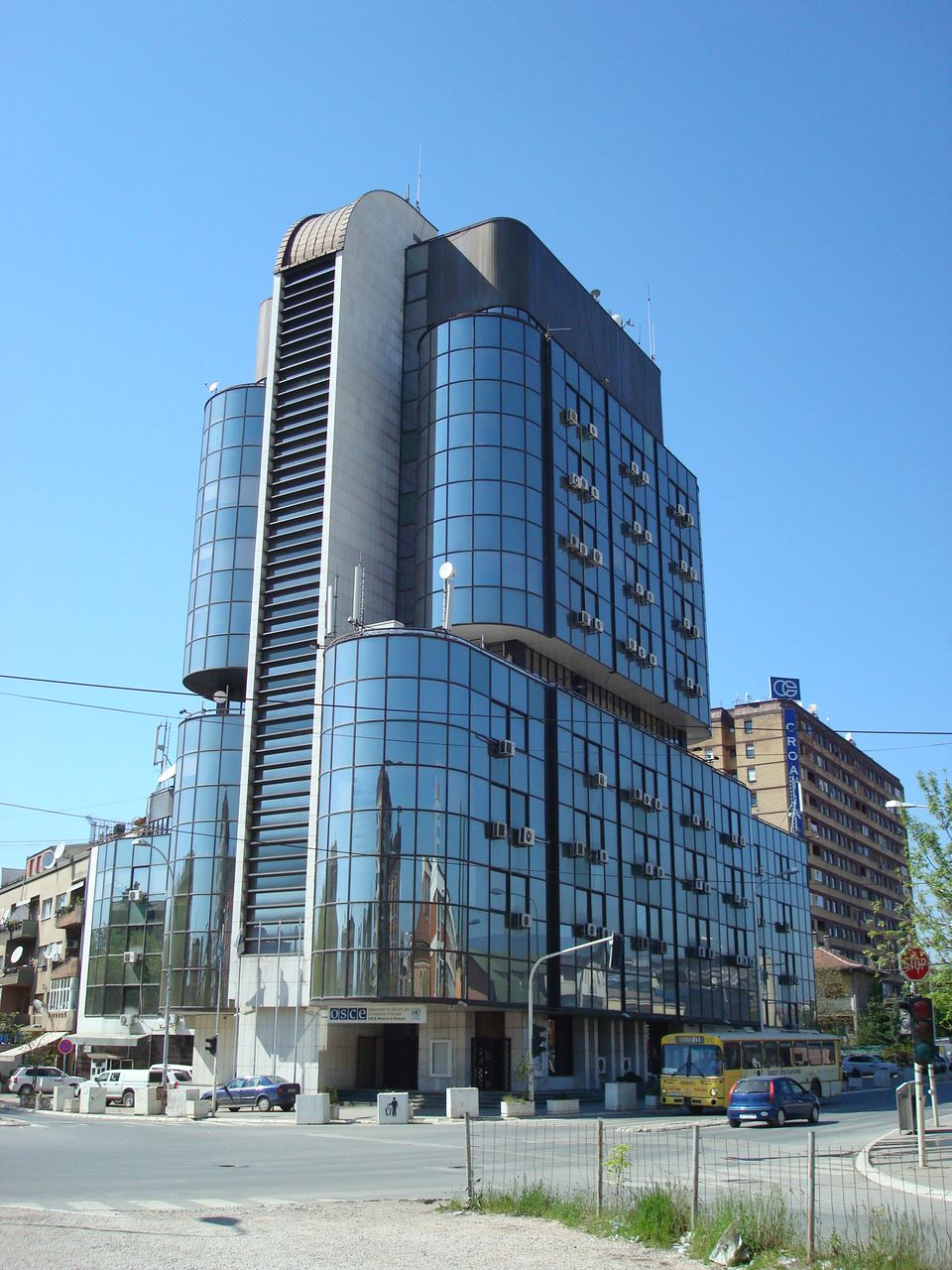
Le bâtiment de l'OSCE en 2010.
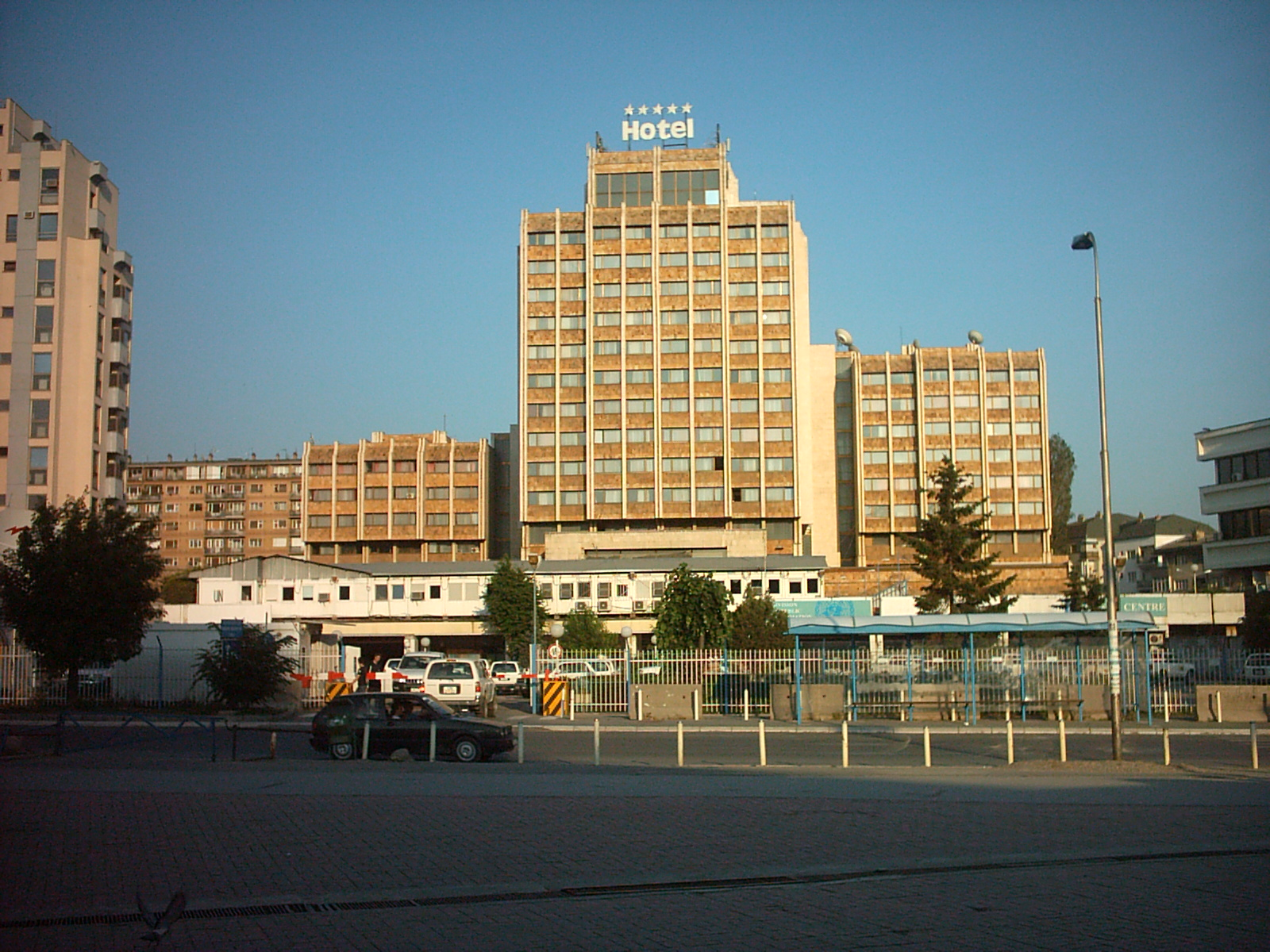
Le Grand Hôtel.
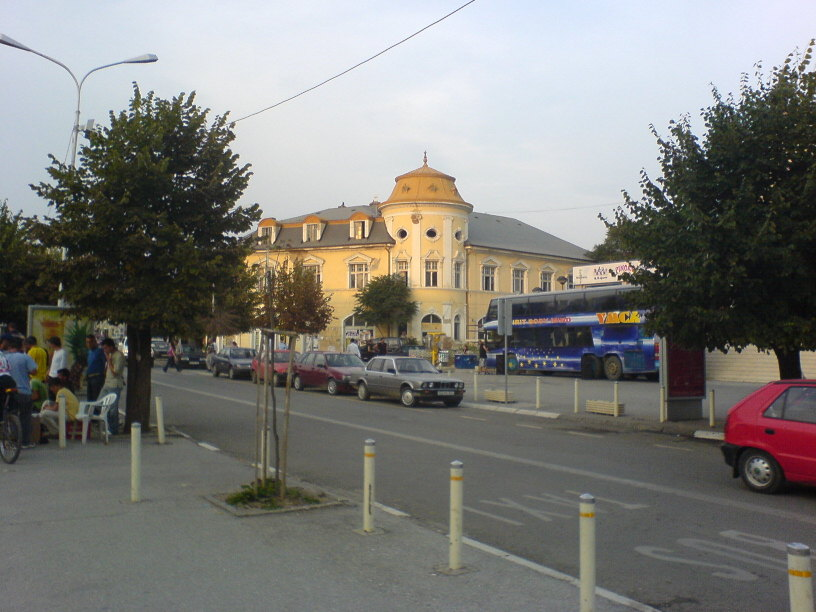
Le boulevard Mère Teresa.
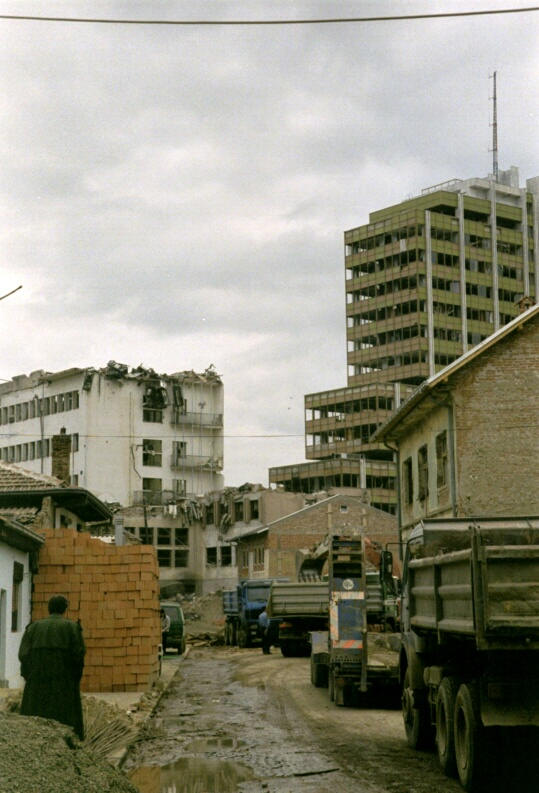
Les dégâts de la guerre en 2000.
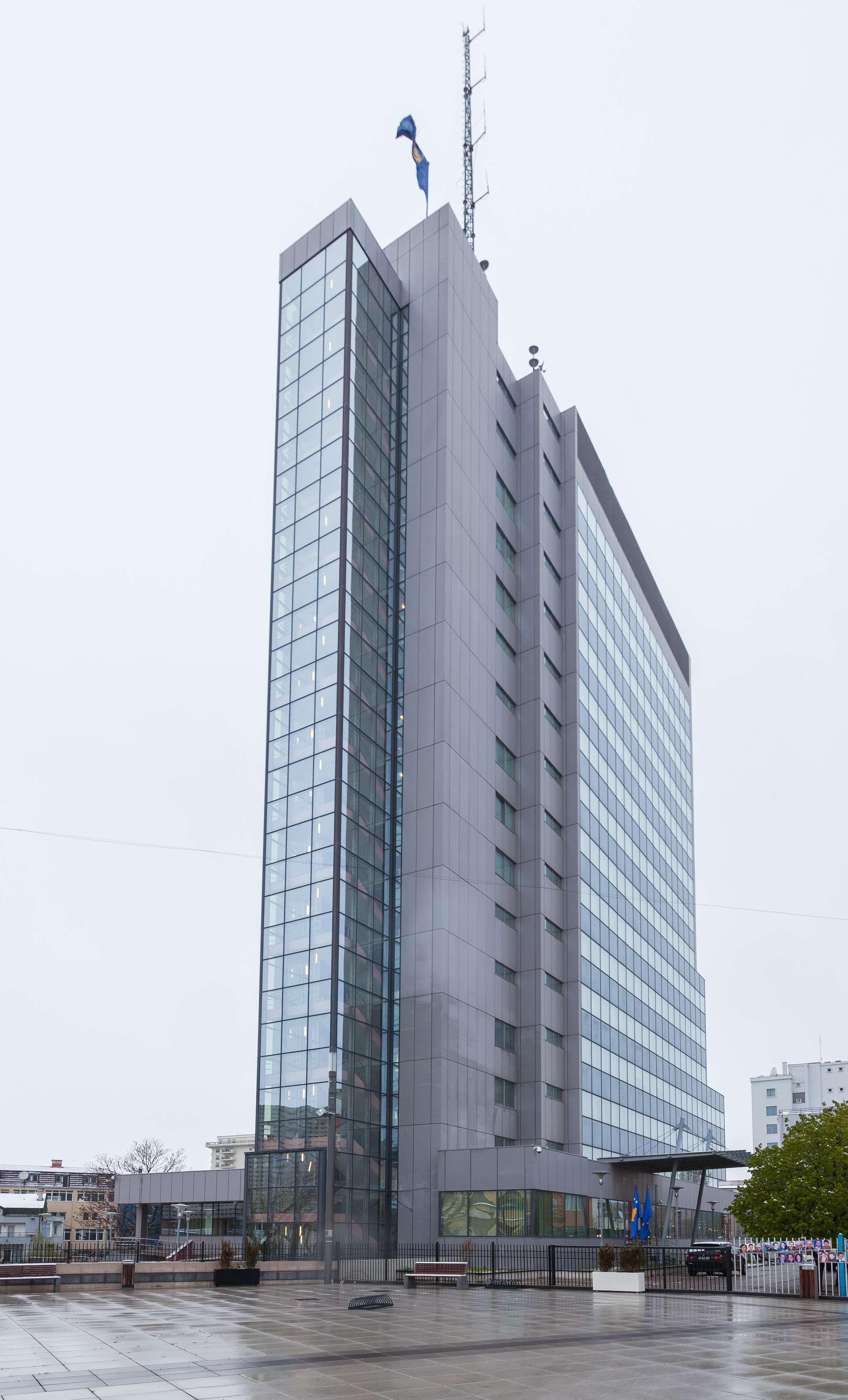
Le siège du gouvernement du Kosovo.
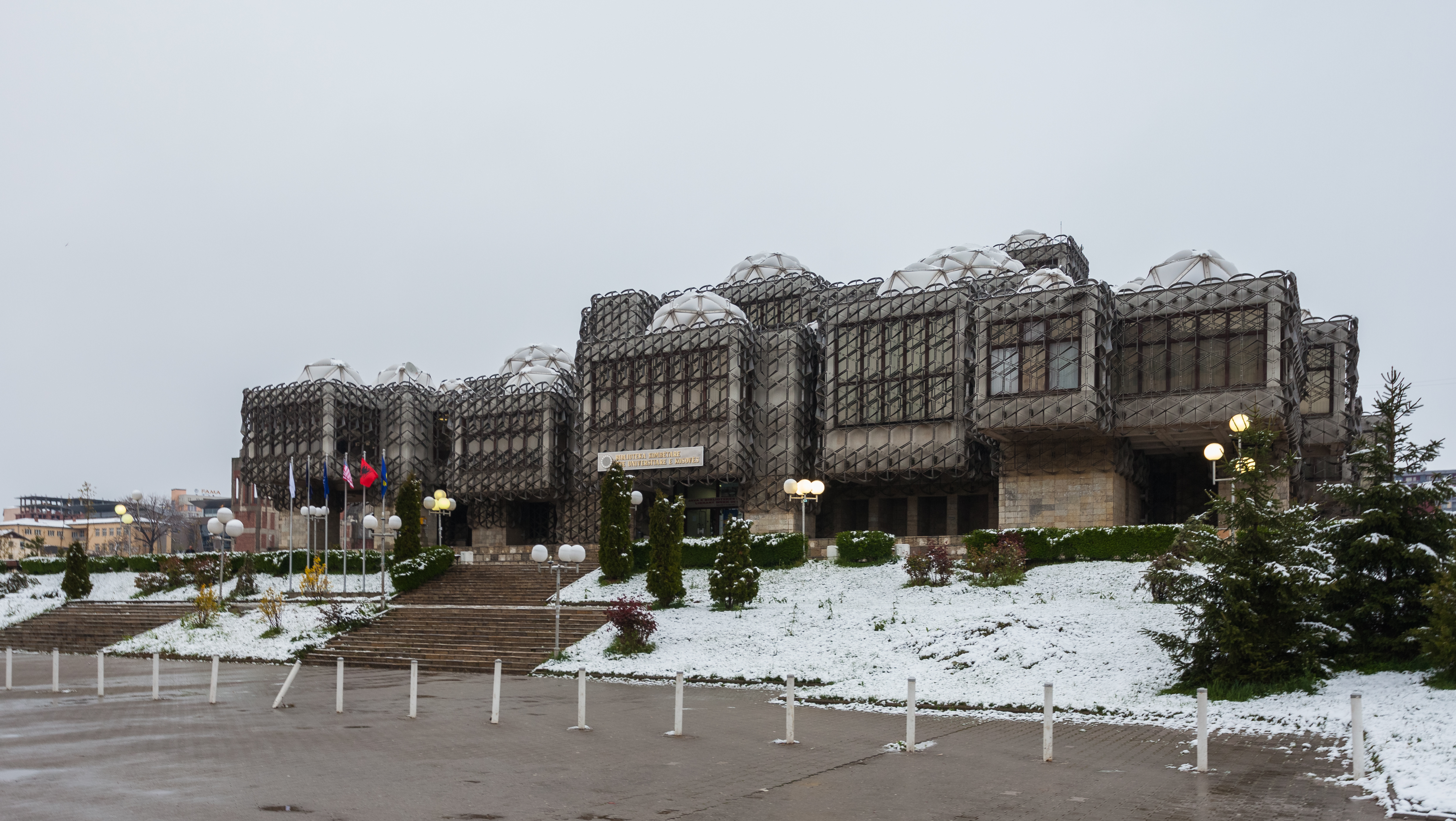
Bibliothèque nationale.
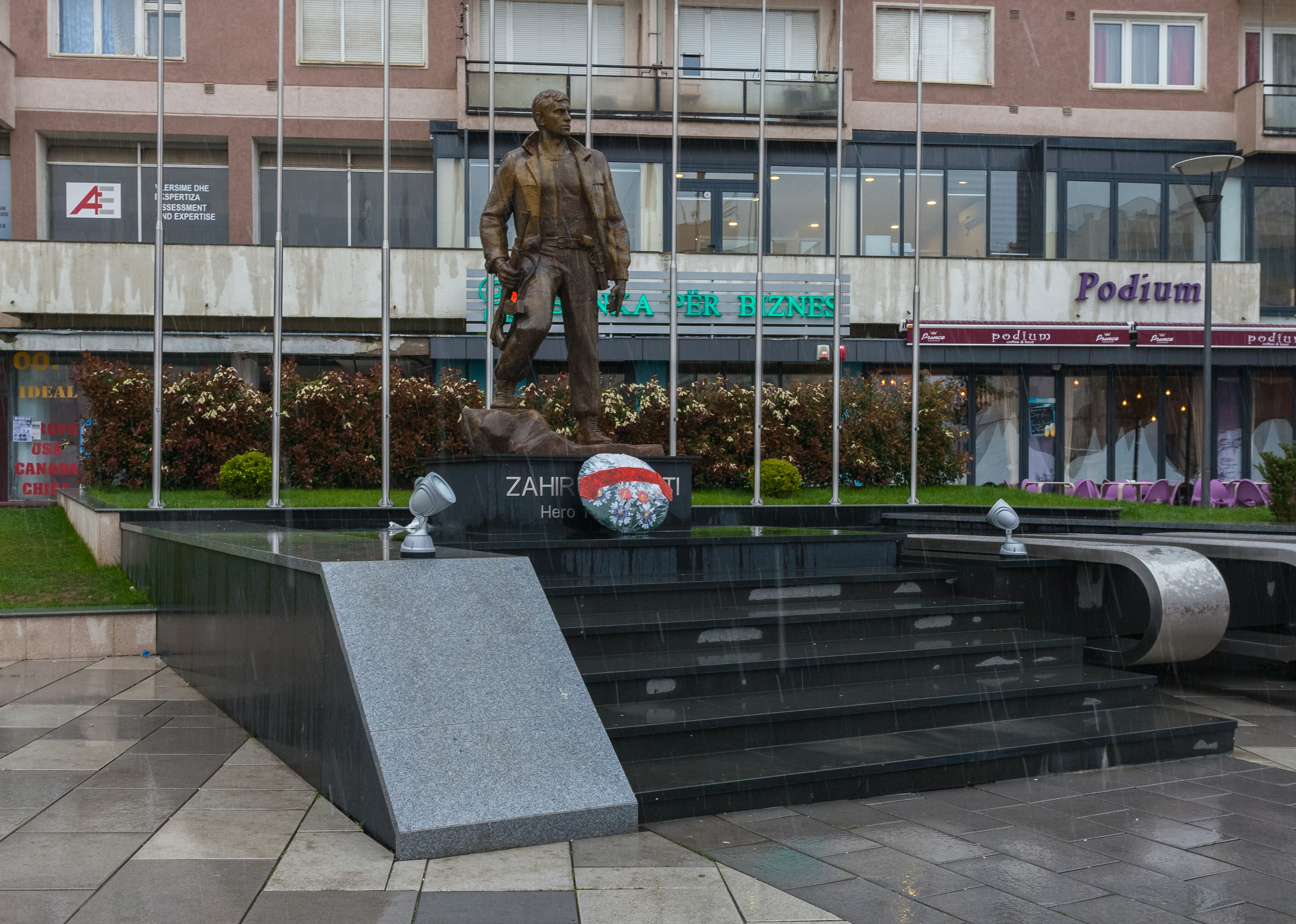
Monument à Zahir Pajaziti.

## Personnalités

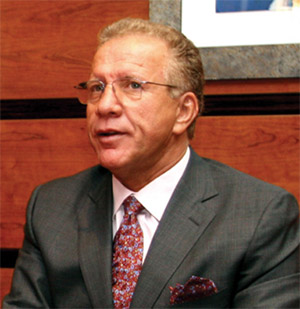
Behgjet Pacolli.

- Dragan Tomić (1936-2022), homme politique serbe, président de la république de Serbie en 1997.
- Flora Brovina (1949-), poétesse, pédiatre et militante des droits humains et notamment ceux des femmes albanaise du Kosovo.
- Behgjet Pacolli (né en 1951), homme d'affaires et homme politique kosovar, né à Pristina ; il est élu président de la république du Kosovo le 22 février 2011 et démissionne le 30 mars 2011.
- Sinan Vllasaliu (sq), né à Pristina le 12 octobre 1968, est un chanteur albanais. Sinan parle d'amour, de l'exil, dans ses textes. Il commence son activité professionnelle en 1989 et compte désormais 10 albums.
- Lorik Cana (né le 27 juillet 1983), footballeur.
- Rita Ora est née le 26 novembre 1990 à Pristina, elle signe avec le label de Jay-Z Roc Nation en 2009.
- Era Istrefi (née le 4 juillet 1994), est une chanteuse albanaise.
- Dua Lipa, née le 22 août 1995 à Londres, a vécu à Pristina durant son adolescence. En 2018, elle et son père, Dukagjin Lipa, créent le festival musical Sunny Hill (en) qui se déroule au centre de Pristina.